# مرصد كرو تولولو

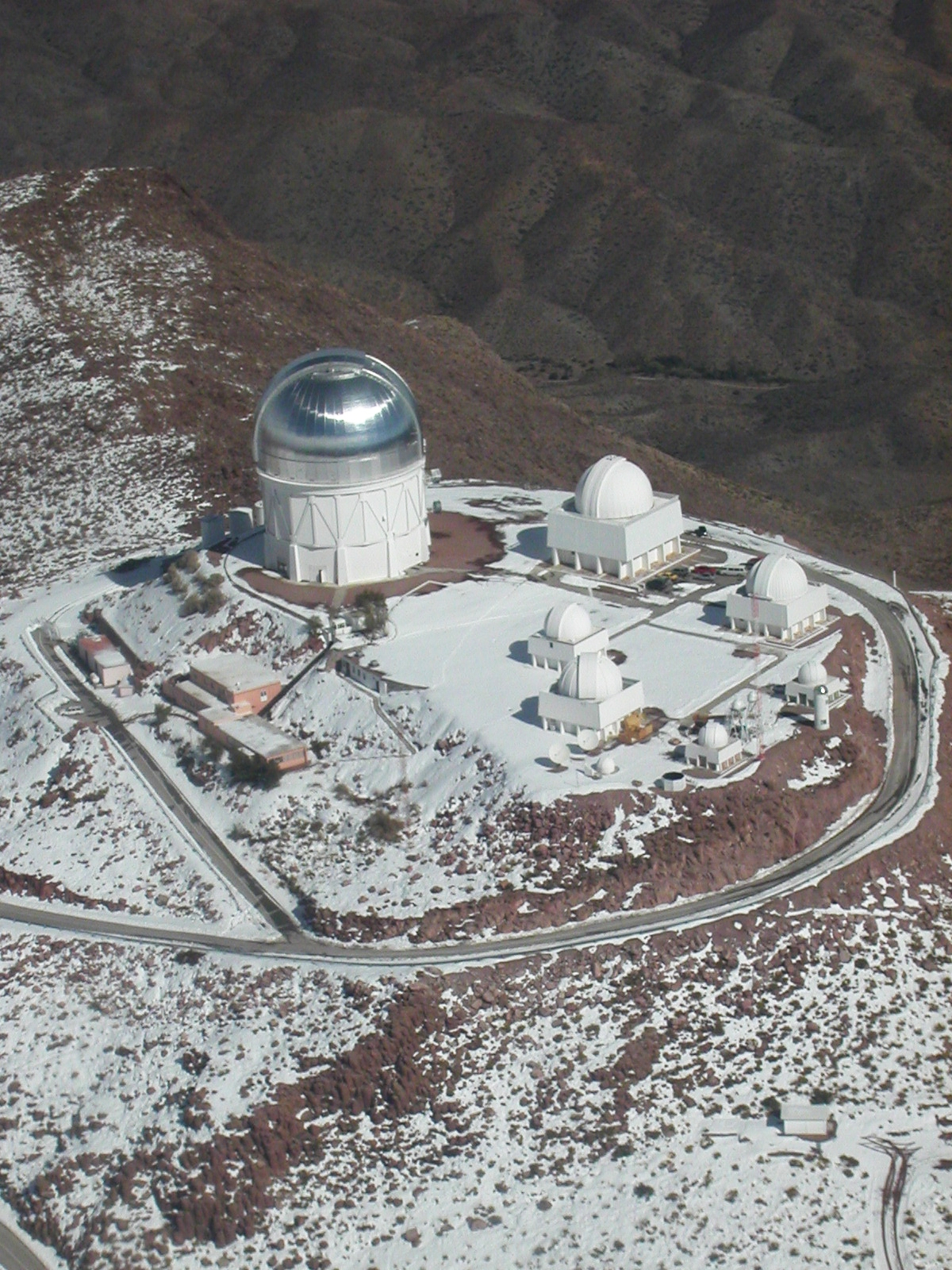
صورة جوية لمرصد كرو تولولو في تشيلي.

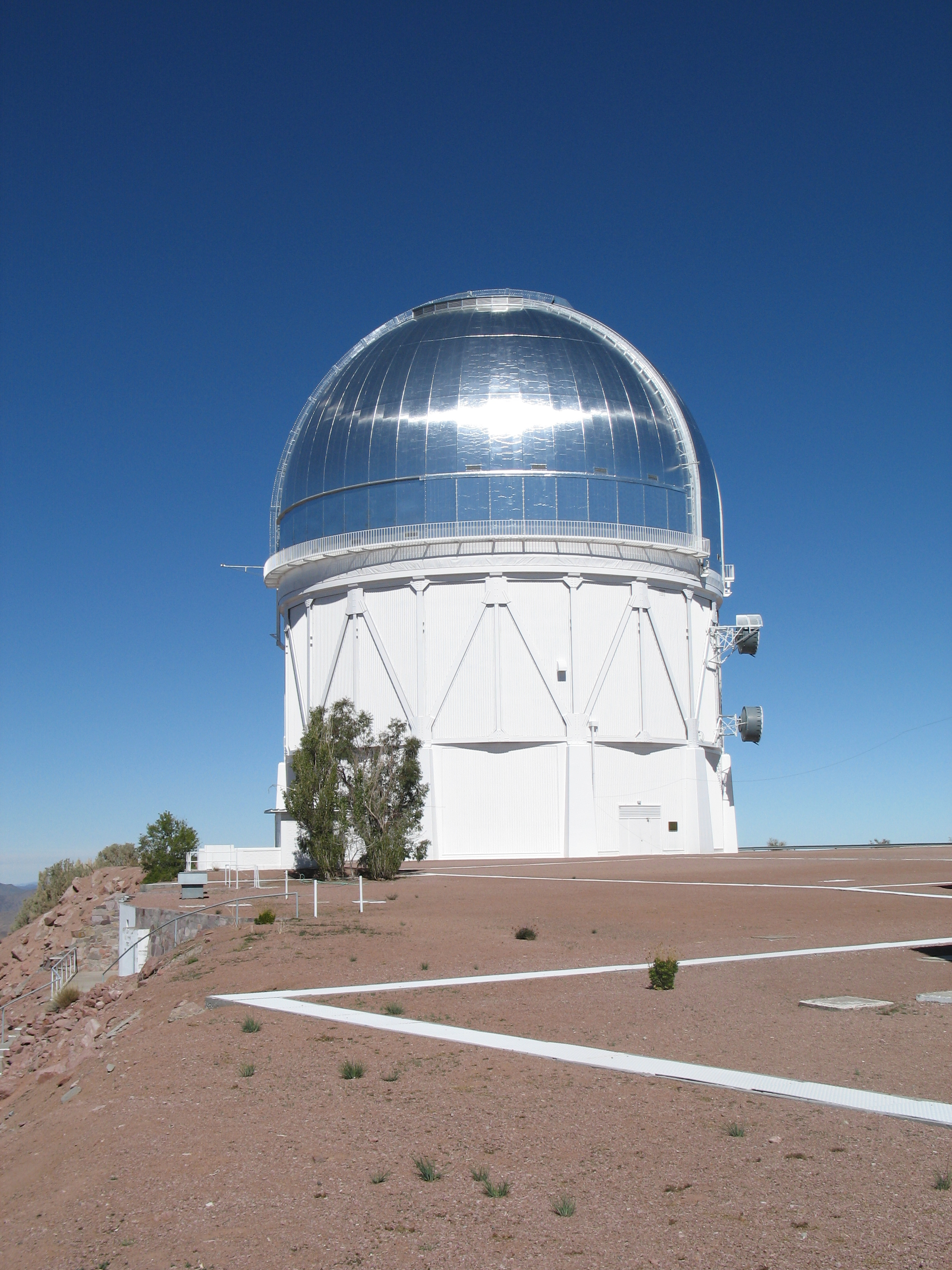
صورة لـ"مقراب فكتور بلانكو" والذي يبلغ قطره أربعة أمتار.

مرصد كرو تولولو هو مجمع للمقارب والمعدات الفلكية يقع عند درجة "30.169" جنوبًا و"70.804" غربًا، على بعد 80 كم تقريباً شرق لا سيرينا، تشيلي. والمجمع هو جزء من مرصد علم الفلك البصري الوطني جنباً إلى جنب مع مرصد قمة كت الوطني في توسن، أريزونا. و«د.نيكولاس مايال» هو الذي عمل بشكل أساسي على إنشاء المرصد. الأداة الرئيسية في المرصد هي «مقراب فكتور بلانكو» الذي يبلغ قطره أربعة أمتار (والذي سُمي نسبة إلى الفلكي «فكتور مانول بلانكو»)، إضافة إلى «مقراب البحوث الفيزيائية الفلكية الجنوبي» الذي يبلغ قطره 4.1م، وكان قد بني في شهر نيسان/أبريل 2004. بالرغم من أن المقراب الثاني منهما أخذه «مرصد كرّو باتشون» المجاور، لكن مع ذلك فما زال يُديره مرصد كرو تولولو بنفسه. وتوجد مقارب أخرى في مرصد كرو تولولو بأقطار 1.5م و1.3م و0.9م، ومقراب آخر قطره متر واحد يُشغله اتحاد لمجموعة من الجامعات والمعاهد البحثية.

## معرض صور

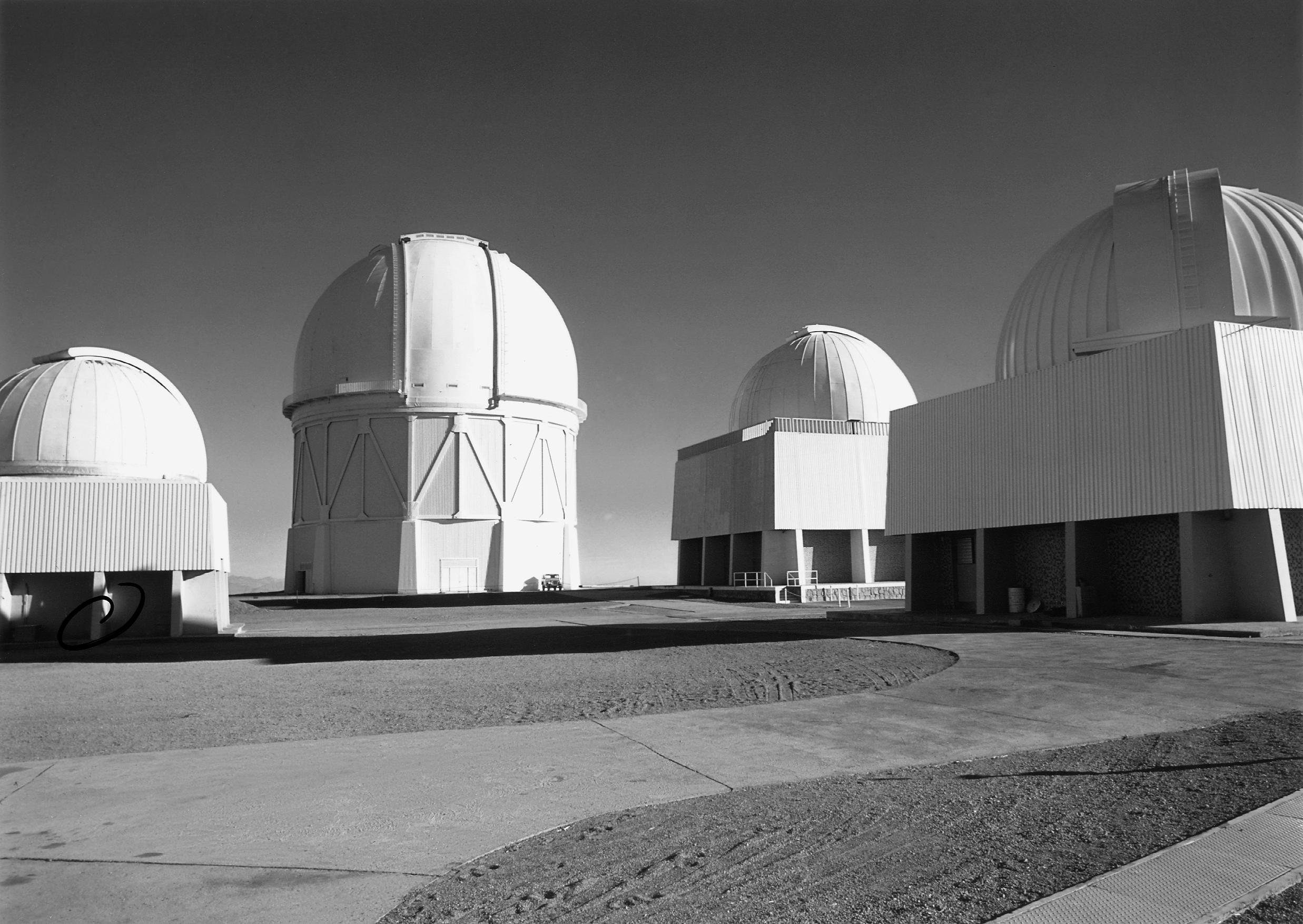
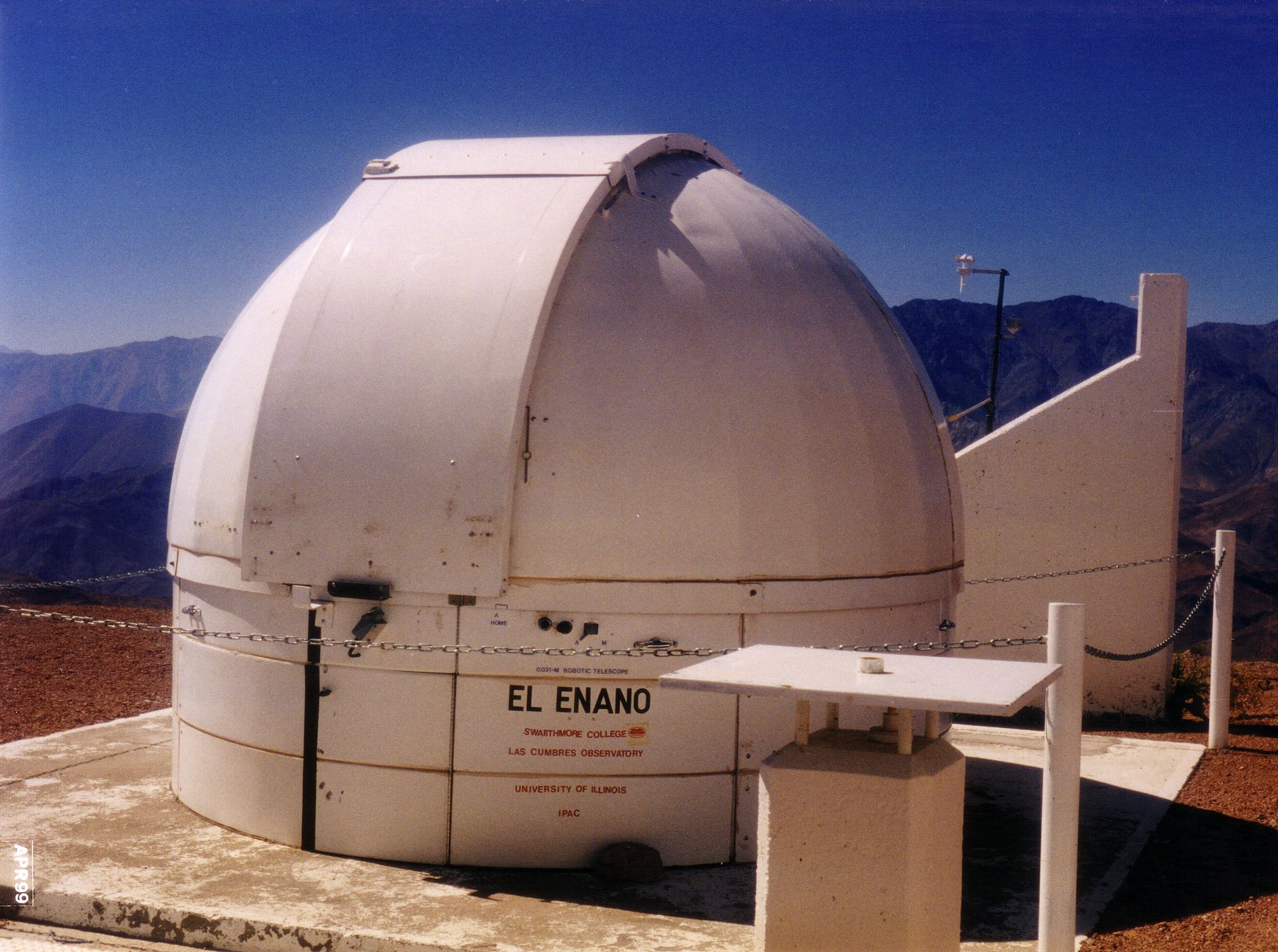
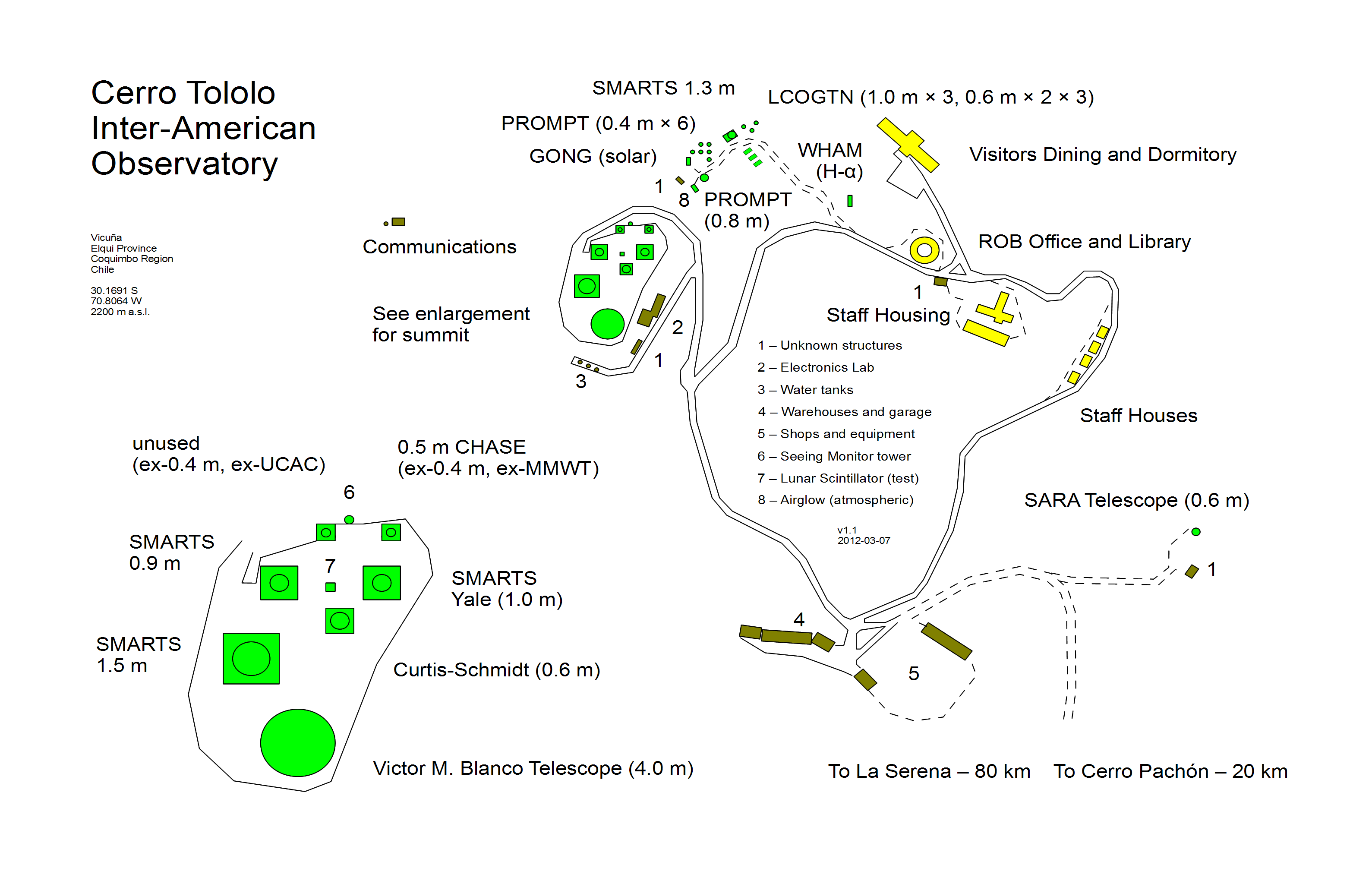

## وصلات خارجية
- الصفحة الرئيسية للموقع الرسمي لـ«مرصد كرو تولولو».
- الموقع الرسمي لـ«مقراب البحوث الفيزيائية الفلكية الجنوبي».
- موقع «معهد علوم مقراب الفضاء».
- موقع مرصد جيميني الرسمي.